# Dresdenkodexen

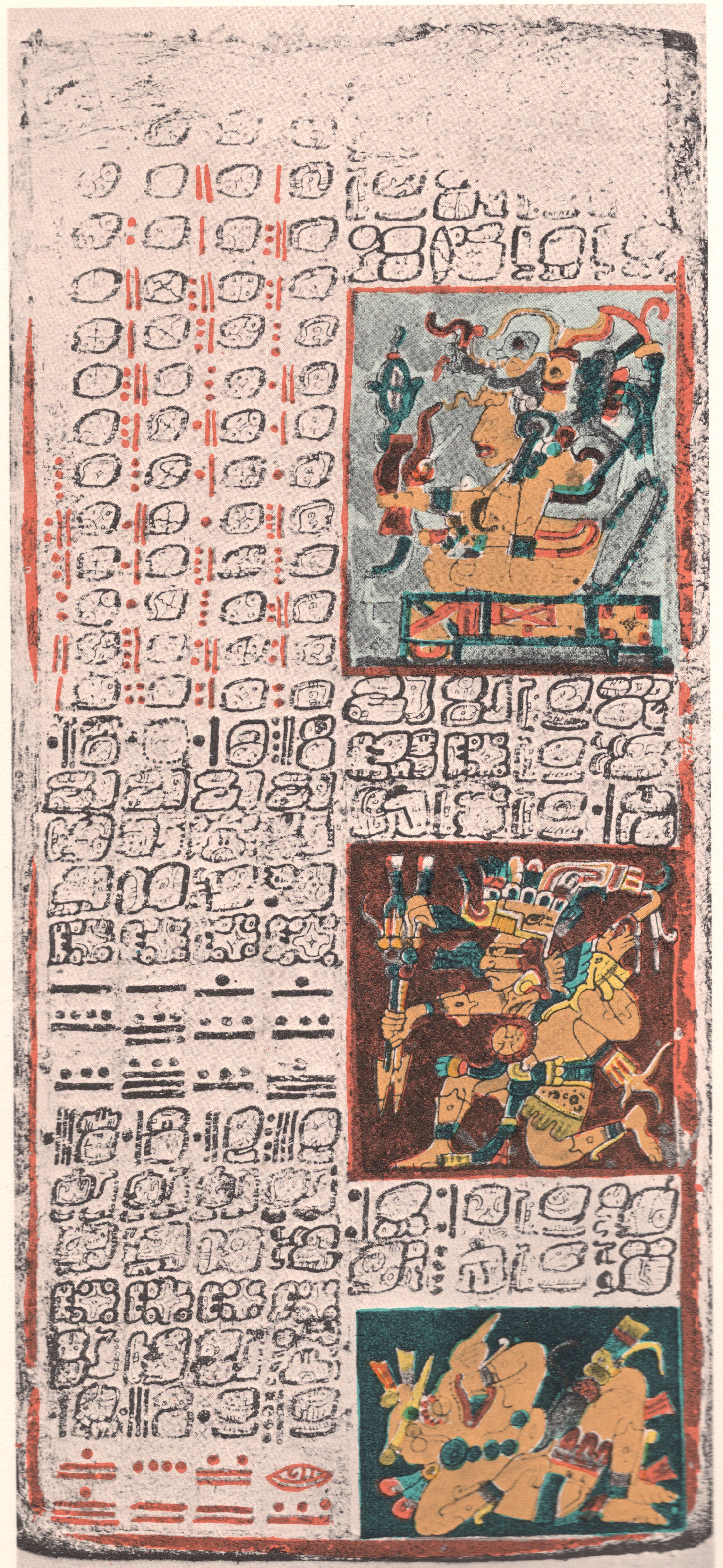
Codex Dresdensis, sida 49

Dresdenkodexen, även känd som Codex Dresdensis, är en förkolumbiansk Maya-bok från tio- eller elvahundratalets Yukatek Maya i Chichén Itzá. Maya-kodexen antas vara en kopia av en originaltext från omkring tre eller fyra hundra år tidigare. Den är den äldsta skrivna boken i Amerika, som historikerna känner till. Kodexen finns utställd på Dresdens stats- och universitetsbiblioteks bokmuseum i Tyskland.